# برج تلویزیونی ژیژکوف

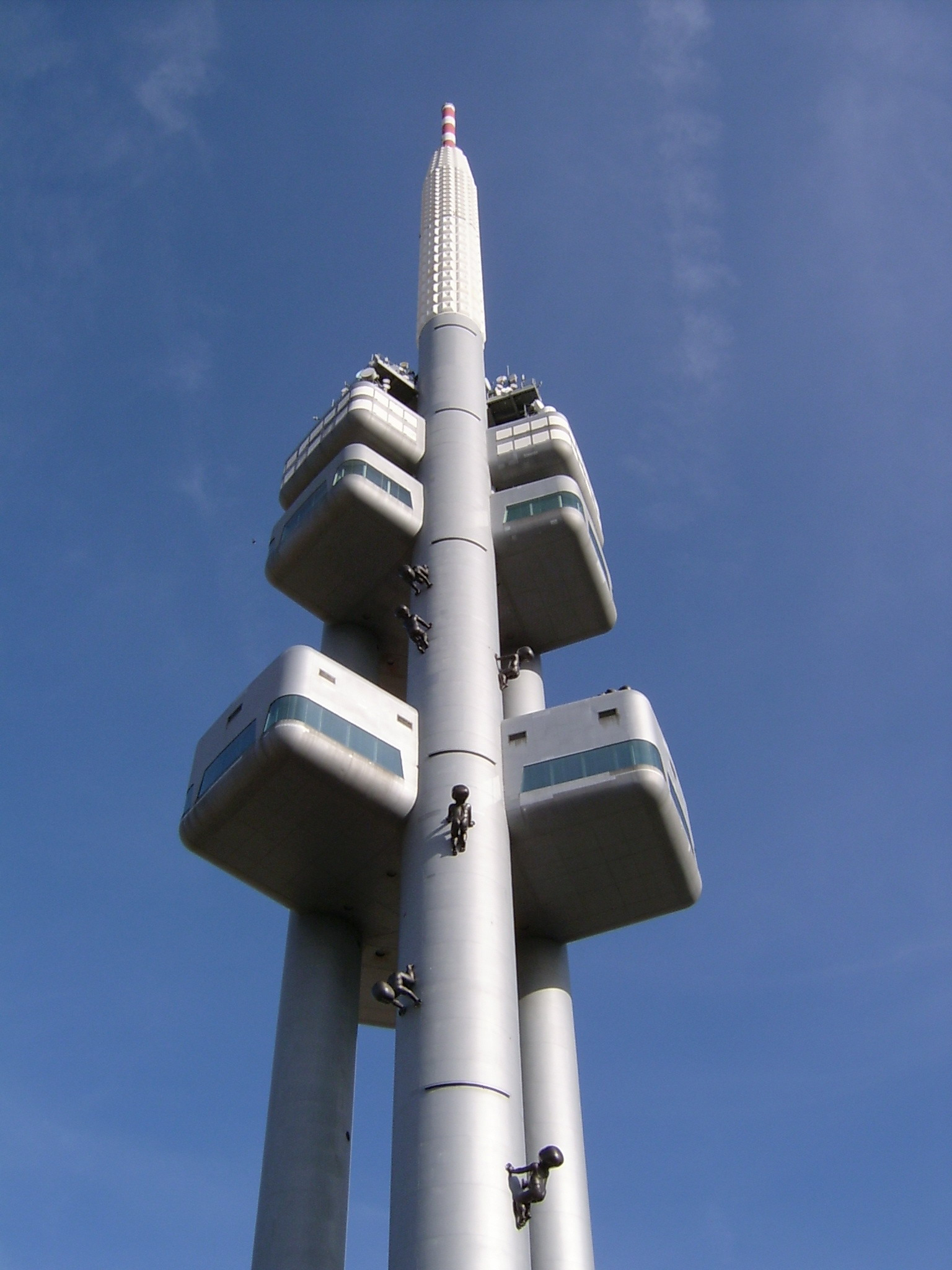
برج تلویزیونی ژیژکوف با «نوزادان خزنده».

برج تلویزیونی ژیژکوف (به چکی: Žižkovský vysílač) برجی است با معماری منحصربه‌فرد که در سال ۱۹۸۵ و ۱۹۹۲ در شهر پراگ پایتخت جمهوری چک ساخته شده‌است.
این برج در بالای تپه‌ای در محله ژیژکوف واقع شده‌است و این برج نام خود را از نام این محله گرفته‌است.
سازه این برج شکلی نامتعارف دارد، این برج از سه ستون بتنی تشکیل شده که محفظه‌های فرستنده‌های رادیو و تلویزیونی، یک رستوران، یک کافه و سه اتاق دیدبانی را بر خود نگه می‌دارند. این برج از دور به شکل یک سکوی پرتاب موشک شباهت دارد.
بلندی این برج ۲۱۶ متر است و سکوهای دیدبانی آن در ارتفاع ۱۰۰ متری و رستوران و کافه آن در بلندی ۶۳ متری قرار گرفته‌اند. سرعت آسانسور این برح ۴ متر بر ثانیه است و وزن برج ۱۱۸۰۰ تن می‌باشد.
بخش فوفانی سفید و مخروطی شکل این برج در سال ۲۰۰۶ برداشته شد.
برج تلویزیونی ژیژکوف عضو فدراسیون جهانی برج‌های بزرگ است.

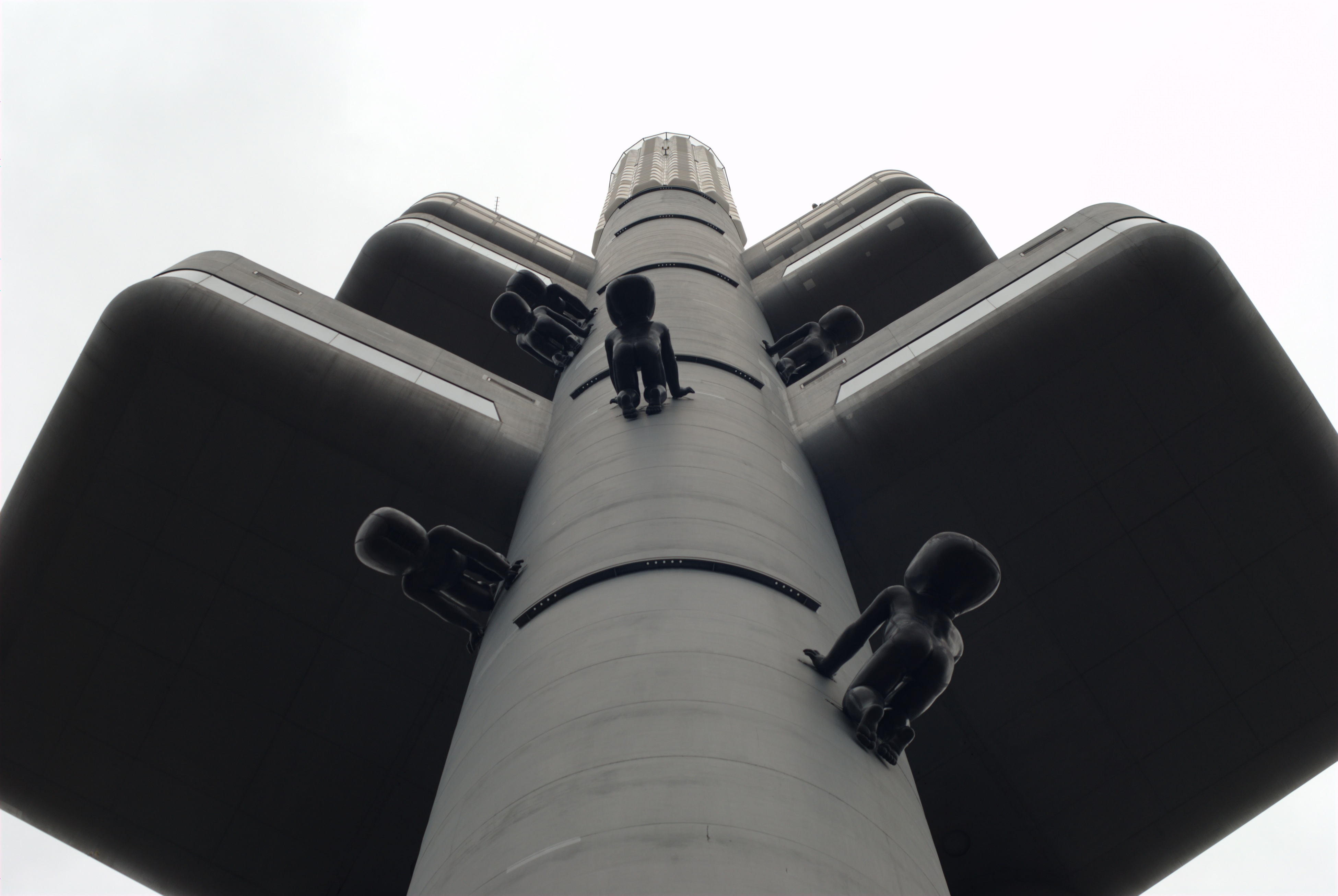

## وجهه
سه ستون این برج از سال ۲۰۰۰ با تندیس‌هایی از نوزادانی که چهاردست‌وپا راه می‌روند تزئین شده‌است. این تندیس‌ها اثر داوید چرنی، مجسمه‌ساز چکی است.
مردم پراگ در زمان کمونیسم به این برج مانند دیگر ساختمان‌های کمونیستی نگاهی انتقادی داشتند و ساخت آن را باعث «زشت شدن» چشم‌انداز شهری و تخریب‌کننده بخشی از گورستان یهودی واقع در پایین برج می‌دانستند. اما وجهه این برج امروزی در میان ساکنان شهر بهبود یافته‌است.
گفته می‌شود یکی از مقاصد ساخت این برج در زمان کمونیسم، انداختن پارازیت بر روی ایستگاه‌های رادیو و تلویزیونی غربی، به‌ویژه رادیو اروپای آزاد، بوده‌است.

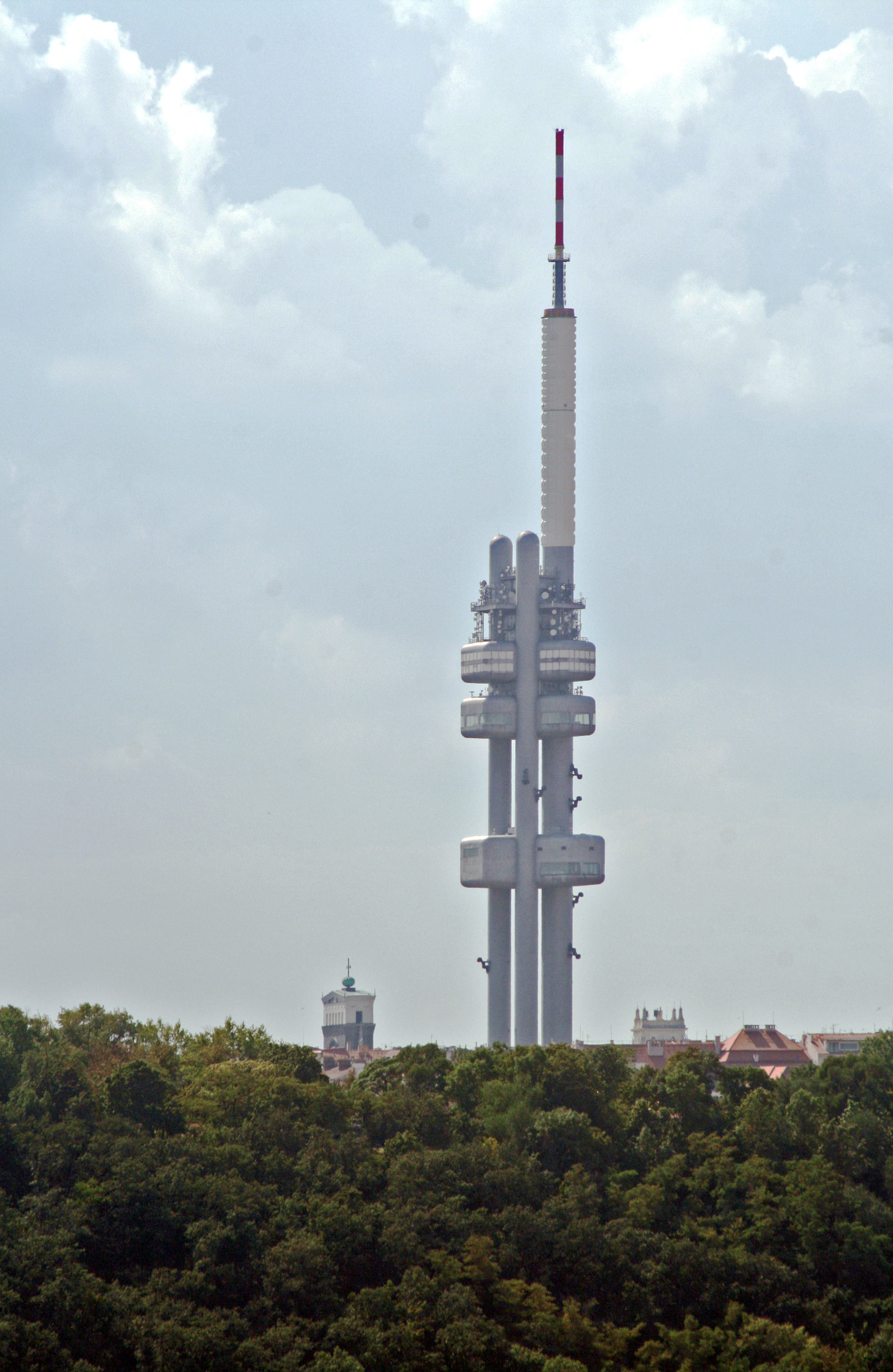
برج ژیژکوف پس از برداشته شدن بخش فوقانی آن در سال ۲۰۰۶.